# Kerstin Thorén Tolling
Kerstin Inger Birgitta Thorén Tolling, ogift Thorén, född 27 april 1944 i Sankt Görans församling i Stockholm, är en svensk veterinär.
Kerstin Thorén Tolling är dotter till disponenten Ernst Thorén och civilingenjören Inger Thorén, ogift Bildt, samt dotterson till Arvid Bildt. Efter gymnasium blev hon 1965 student vid Veterinärhögskolan i Stockholm, där hon blev veterinärmedicine kandidat 1967. Vid samma högskola blev hon veterinärmedicine doktor 1975, då hon disputerade på avhandlingen Studies on the absorption of iron after oral administration in piglets. Vidare blev hon docent i svinsjukdomar vid Sveriges Lantbruksuniversitet 1980. Hon erhöll Fulbright-stipendium 1984.
Hon gifte sig 1971 med veterinären Sven Tolling (1944–2007) och fick en son 1975.